# Friedrich von Klinggräff

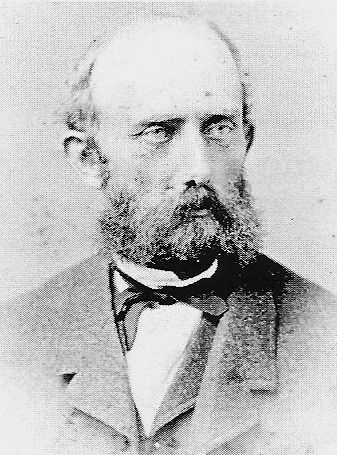
Friedrich v. Klinggräff

Friedrich von Klinggräff (* 29. April 1825 auf Waldgut Schollendorf, Landkreis Groß Wartenberg, Niederschlesien; † 26. Mai 1887 in Pinnow) war ein mecklenburgischer Gutsbesitzer und Parlamentarier. Auf sein Betreiben entstand 1848 der Kösener Senioren-Convents-Verband (KSCV).

## Leben
Friedrich von Klinggräff war das sechste und jüngste Kind des schlesischen Gutsbesitzers Carl Wilhelm von Klinggräff (⚭ von Mutzschfahl aus Hannover), der den mecklenburgischen Stammbesitz von seinem Onkel erbte. In Mecklenburg aufgewachsen, wollte Friedrich Artillerieoffizier werden. Er ging daher auf das Realgymnasium Breslau. Erst beim Tod seines Vaters wurde er zum Studium bestimmt. Da der Besuch des Breslauer Gymnasiums erfolglos blieb, bezog er das Paedagogium der Franckeschen Stiftungen in Halle, an dem er das Abitur erlangte. 1845 immatrikulierte er sich an der Ruprecht-Karls-Universität Heidelberg.

### Corpsstudent

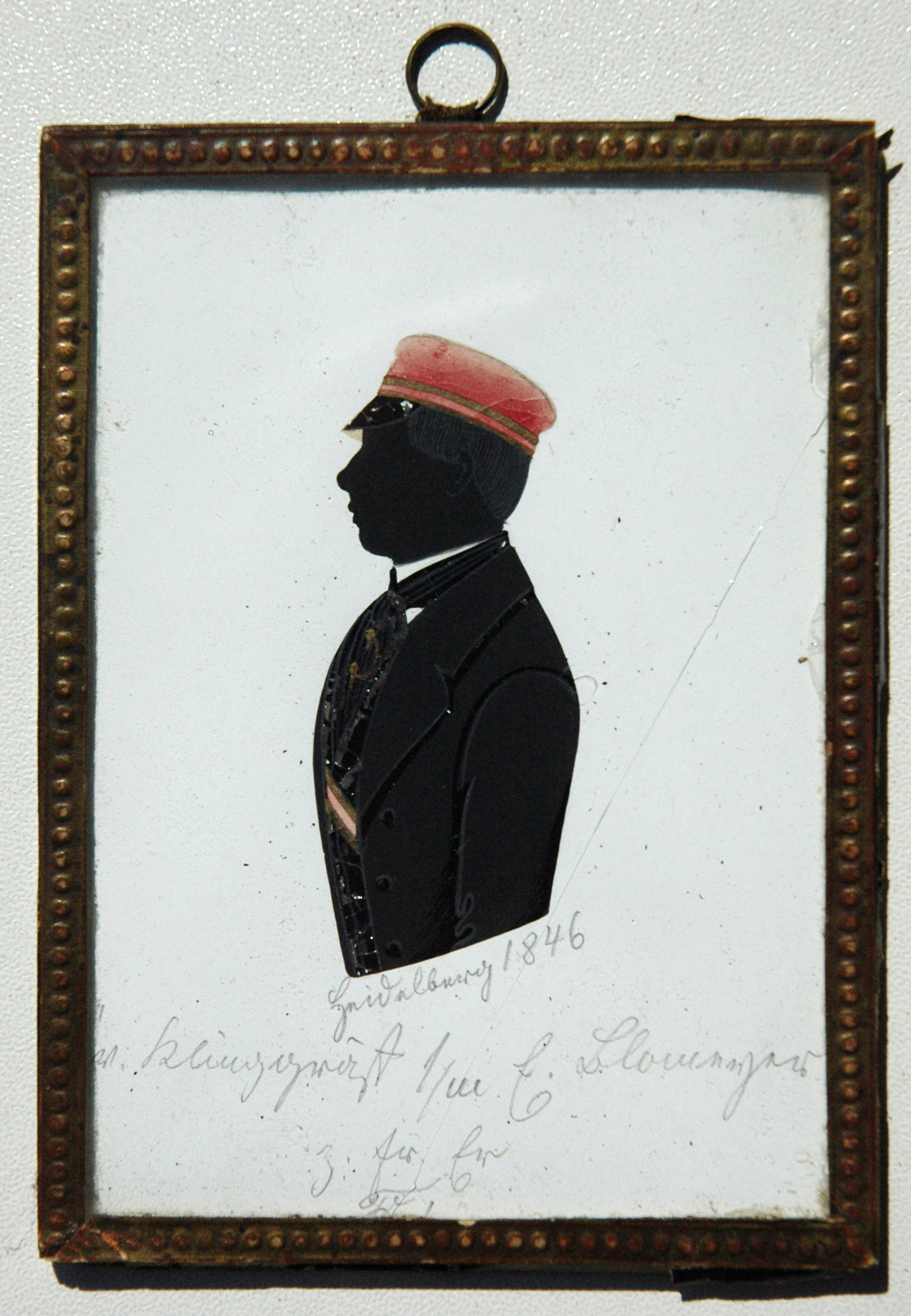
Klinggräff als Vandale (1846)

Im ersten Semester renoncierte v. Klinggräff bei Vandalia Heidelberg, dem Traditionscorps der mecklenburgischen Adelsfamilien. Die Seele des Corps war damals ihr Stifter von 1842, das spätere Ehrenmitglied Dr. iur. Franz Howitz. Klinggräff wurde am 21. Dezember 1845 bei Vandalia recipiert und focht u. a. gegen Alexander Spengler. Zum Freund wurde sein Corpsbruder Alexander von Bülow, der spätere mecklenburgische Staatsminister. Klinggräff war lange aktiv und klammerte einmal die Zweite Charge und sechsmal die Erste Charge. Beim 2. Deutschen Studentencongress in Eisenach vom 25. September bis 4. Oktober 1848 war er Hauptvertreter der gesamten Heidelberger Studentenschaft. Als er 1849 von der Heidelberger Universität abging, wurde er Ehrenmitglied des Corps. 1882 reiste er mit Vandalias anderem Ehrenmitglied Theodor von Holleben nach Heidelberg und legte ein Promemoria zu Corpsreformen (Fremdenpump, Duelle) vor. Den Architekten Heinrich Wiethase setzte er auch für den Bau eines neugotischen Corpshauses (1882, Schloßstr. 2, Ostflügel) ein. Klinggräff blieb seinem Corps zeitlebens eng verbunden, was auch sein Spitzname „Papa“ bezeugt. Im Namen des Heidelberger Senioren-Convents lud von Klinggräff am 15. Mai 1848 die Senioren-Convente der deutschen Universitäten zu einer Deputiertenversammlung am 10. Juni 1848 auf der Rudelsburg. Klinggräff leitete sie und den ersten Congress am 15. Juli 1848 in der Aula der Universität Jena.

### Gutsherr und Parlamentarier

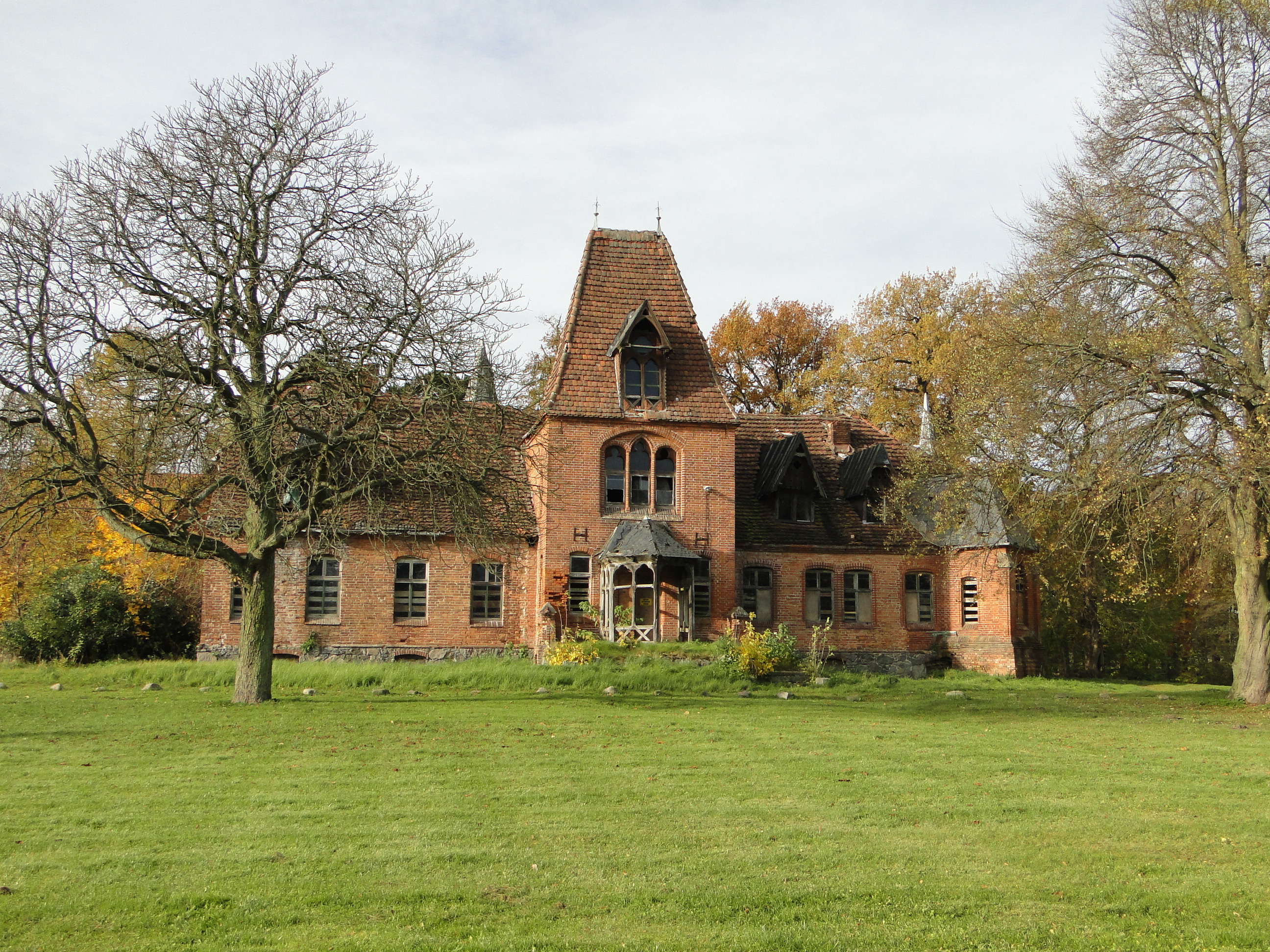
Herrenhaus Pinnow (2010)

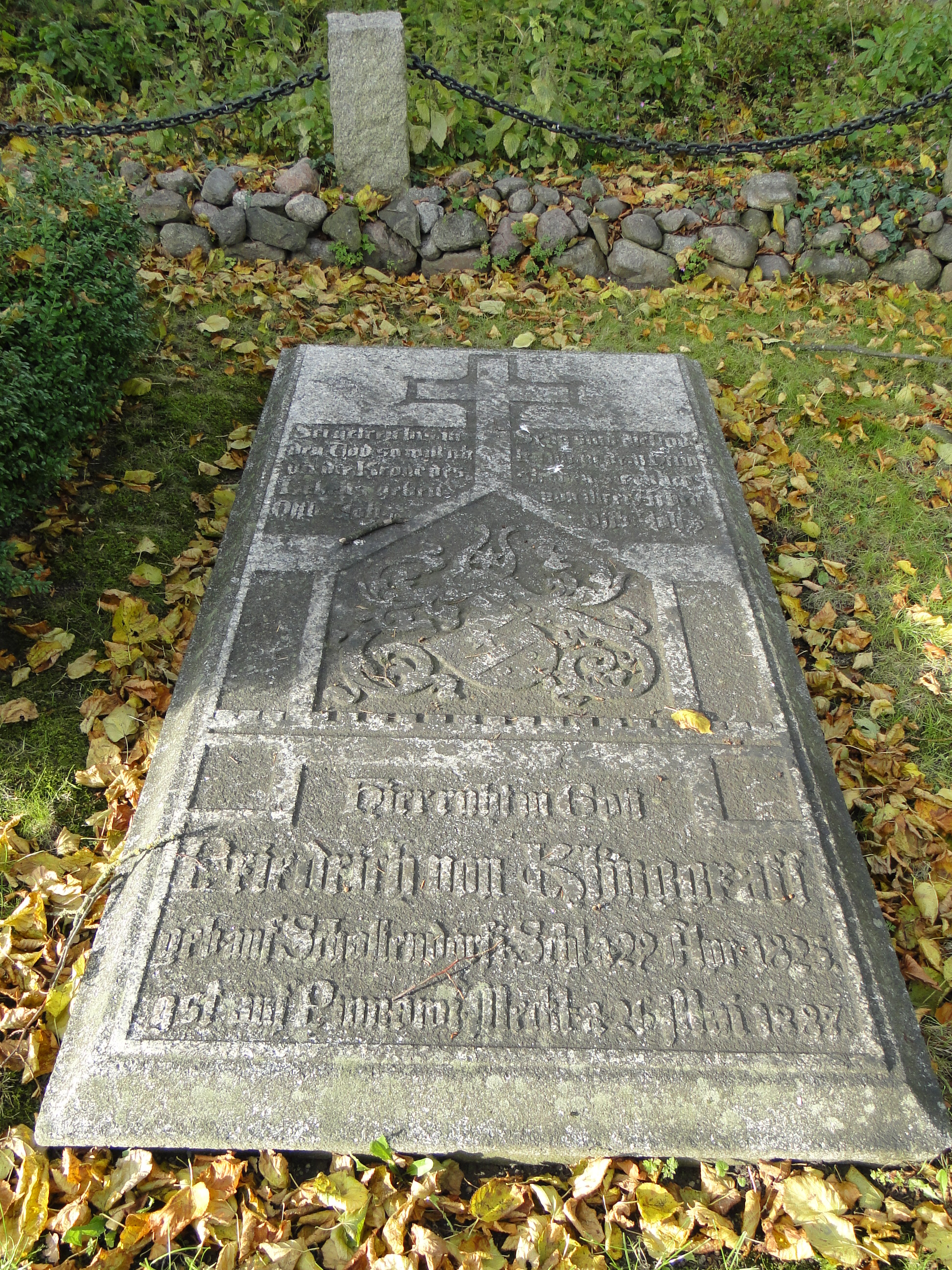
Klinggräffs Grab in Pinnow

Als Inaktiver ging er auf das Gut Chemnitz (Blankenhof) bei Neubrandenburg. Sein Bruder Ludwig von Klinggräff war seit 1839 Mitbesitzer. Spätestens 1848 gehörte Friedrich auch das benachbarte Rittergut Pinnow (wohl ein Nebengut von Chemnitz).
In der Revolution in Mecklenburg (1848) erlangte Friedrich als Nachfolgekandidat im Wahlbezirk Ivenack ein Landtagsmandat für die konstituierende Abgeordnetenversammlung von Mecklenburg, dem ersten frei gewählten Parlament des Landes. Nach dem Scheitern der Revolution kehrte er von Herbst 1851 bis Michaelis 1855 nach Heidelberg zurück, um dann wieder zu seinem Bruder zu ziehen. 1859 reiste er über Heidelberg nach München und Nürnberg (Besuch des Germanischen Nationalmuseums). Danach und später erwanderte er alle wichtigen gotischen Baudenkmäler des deutschen Sprachraumes, auch Theoderichs Grab in Ravenna.
Seit Herbst 1862 verlobt, heiratete er am 23. Juli 1863 Isabella (genannt Ella) Freiin Langwerth von Simmern (* 28. Februar 1842 in Wiesbaden; † 2. August 1918 in Pinnow), die Schwester seines Corpsbruders Heinrich Frhr. Langwerth von Simmern. Das Paar hatte zwei Kinder, von denen Sohn Konrad von Klinggräff (1867–1936) später die Nachfolge des Vaters als Gutsbesitzer auf Chemnitz und Pinnow antrat.
Ab Herbst 1863 war Klinggräff ständig in Pinnow. Das Herrenhaus dort ließ er bis 1869 bis hin zum Spucknäpfchen vom Kölner Diözesanbaumeister Heinrich Wiethase im Stil der romantischen Neugotik umbauen – was damals unerhört und einzigartig war. 1874 zog seine lungenkranke Frau nach Davos. Er folgte ihr mit den Kindern bis Frühjahr 1878. 1875 erkrankte er an Herpes Zoster. 1886 reiste er zum Universitätsjubiläum in Heidelberg. Nachdem er noch erlebt hatte, wie sein einziger Sohn Konrad sein Corpsbruder wurde, starb Friedrich von Klinggräff nach Blutstürzen bei der täglichen Hausandacht im Alter von 62 Jahren.
Klinggräff verehrte Martin Luther und war ein Gegner der päpstlichen Unfehlbarkeit. Wie in seiner Schrift Patriotische Phantasien trat er zeitlebens für eine sittliche Wiedergeburt Deutschlands ein.
Das Herrenhaus in Pinnow ist erhalten und wird nach einem Beinaheverfall seit 2012 renoviert. Auf einem Erbbegräbnis der Familie neben der Dorfkirche von Pinnow hat sich seine Grabplatte bis heute erhalten.

## Erinnerung
Mit der Klinggräff-Medaille zeichnet der Stifterverein Alter Corpsstudenten alljährlich junge Akademiker aus, die sich durch besondere Leistungen in Studium und Corpsaktivität und sozialer Arbeit hervorgetan haben. 1998 besuchten Aktive und Alte Herren des Corps Lusatia das verfallene Herrenhaus und legten zum ehrenden Gedenken des Verbandsgründers zwei gekreuzte Schläger auf der Grabplatte nieder.

## Schriften
- Aus der Mappe eines verstorbenen Freundes, 1891. Briefwechsel von Klinggräffs, postum herausgegeben von seinem Schwager und Corpsbruder Heinrich Freiherr Langwerth von Simmern. (Digitalisat)

## Bilder
- 1860 auf Gruppenlithographie des Corps Vandalia (Gesell 1860) mit Fr. v. Klinggräff in: Rolf-Joachim Baum: Wir wollen Männer, wir wollen Taten. Deutsche Corpsstudenten 1848 bis heute, Siedler, Berlin 1998, S. 67, ISBN 3-88680-653-7.
- Personenlithographie v. Klinggräffs als junger Inaktiver mit Tönnchen in: Einst und Jetzt, Bd. 3, Fürth 1958, S. 145.